# Pe oriunde, dar șterge-o!
Pe oriunde, dar șterge-o! (în engleză Every Which Way But Loose) este un film de comedie și aventuri american din 1978, regizat de James Fargo. Filmul a fost produs de Robert Daley și distribuit de Warner Brothers. Clint Eastwood interpretează un rol neconvențional și comic al lui Philo Beddoe, un camionagiu și bătăuș din partea de vest a SUA plecat în căutarea unei iubiri pierdute și fiind însoțit de prietenul său Orville și de urangutanul său, Clyde. În cursul călătoriei sale, Philo întâlnește un sortiment pestriț de cpersonaje, inclusiv o pereche de ofițeri de poliție și o bandă de motocicliști ("Văduvele Negre"), care îl urmăresc în scop de răzbunare.
Apariția lui Eastwood în film, după șirul lui de western spaghetti și de filme din seria Dirty Harry, a speriat oarecum industria de film și a fost sfătuit să nu joace în acest film. Criticat aspru de critici, filmul a devenit un succes enorm și a dus la realizarea unei continuări, Any Which Way You Can (1980), cele două filme fiind printre filmele cu cele mai mari încasări ale lui Eastwood.

## Rezumat
Philo Beddoe este un șofer de camion care locuiește în San Fernando Valley. El trăiește într-o casă mică, cu un urangutan pe nume Clyde, în spatele casei prietenului său Orville Boggs și a mama acestuia. Philo face bani luptând cu diverși oponenți; el este adesea comparat cu un luptător legendar pe nume Tank Murdock.
Într-o noapte Philo o întâlnește în localul Palomino Club pe Lynn Halsey-Taylor, o cântăreață aspirantă de muzică country. Relația lui cu ea pare să meargă bine până când ea și autorulota ei dispar intr-o zi din parcul de rulote. Crezând că este îndrăgostit de ea, Philo decide să meargă la casa lui Lynn din Denver, Colorado. 
De-a lungul drumului, el are câteva altercații cu o bandă de motocicliști numită "Văduvele negre", care suportă mânia lui Philo, după ce doi membri ai bandei îl insultă pe el și pe Clyde, la un semafor. Philo îi urmărește și le ia motocicletele (pe care el le revopsește, le repară și le revinde) și orice încercare a bandei de a-l prinde se soldează cu eșec. Philo suportă, de asemenea, mânia unui șerif local cu care se bate în clubul Palomino. Atât șeriful, cât și "văduvele" află de călătoria lui Philo în Colorado și pornesc în urmărirea lui.
Orville și Clyde îl însoțesc pe Philo la Denver și, pe drum, ei întâlnesc o femeie pe nume Echo, care devine iubita lui Orville. Ei câștigă bani de-a lungul drumului prin luptele organizate pentru Philo. După o luptă într-un abator, omul care ține banii încearcă să-l înșele pe Philo. Echo trage două focuri cu un pistol .38, iar bărbatul le dă banii.
Știind că Philo a venit să o caute, Lynn ajută Văduvele Negre să-l ademenească într-o capcană. Philo o vede pe Lynn și încearcă să vorbească cu ea, dar se trezește înconjurat de Văduve. El reușește să-i bată pe cei mai mulți dintre motocicliști până ce intervine Orville. Folosind un camion de gunoi, el aruncă toate motocicletele în partea din spate a camionului. Văduvele aleargă după autogunoieră, dar Orville ajunge departe. Philo, Echo și Orville reușesc apoi să scape.
Philo o găsește în cele din urmă pe Lynn și ea își dezvăluie adevărata sa natură. Rănit de nesimțirea ei, Philo îi spune că el este doar un prost care dorea de la ea mai mult decât o partidă de sex. Lynn erupe într-un acces de furie, lovindu-l în mod repetat, până când ea se prăbușește în lacrimi.
Orville află că Tank Murdock, aflat în zonă, este gata să se retragă după încă o luptă. Orville face aranjamentele, iar Philo se confruntă cu rivalul său mai în vârstă. În timpul luptei, mulțimea, inițial pro-Murdock, începe să-l insulte, spunând că Philo va fi următorul Murdock. Philo lasă garda jos, în mod intenționat, oferindu-i lui Murdock posibilitatea de a-l lovi și de a câștiga astfel lupta. Murdock, după ce a recâștigat respectul mulțimii, se retrage neînvins. Clyde, Orville și Echo pleacă acasă în ziua următoare.

## Distribuție
- Clint Eastwood - Philo Beddoe
- Sondra Locke - Lynn Halsey-Taylor
- Geoffrey Lewis - Orville Boggs
- Beverly D'Angelo - Echo
- Ruth Gordon - Ma Boggs
- John Quade - Cholla
- Roy Jenson - Woody
- James McEachin - Herb
- Bill McKinney - Dallas
- William O'Connell - Elmo
- Walter Barnes - Tank Murdock
- Gregory Walcott - Putnam
- Dan Vadis - Frank
- Hank Worden - paznicul parcului de rulote
- George Chandler - funcționarul D.M.V.
- Manis - Clyde

## Producție
Scenariul scris de Jeremy Joe Kronsberg a fost refuzat de multe alte companii de producție mari de la Hollywood și cei mai mulți agenți ai echipei lui Eastwood au crezut că el a fost prost sfătuit. Bob Hoyt, cu care Eastwood a avut contacte (prin Judy Hoyt, secretara sa de la Malpaso, și Fritz Manes, prietenul lui Eastwood) au convins în cele din urmă compania Warner Brothers să-l cumpere. Un urangutan pe nume Manis a fost adus pentru a-l interpreta pe Clyde; alți actori care au acceptat să joace au fost Geoffrey Lewis în rolul lui Orville, Beverly D'Angelo ca prietena lui, Sondra Locke ca Lynn Halsey-Taylor, cântăreața de muzică country. Eastwood a vorbit despre folosirea urangutanului în rolul principal: "Clyde a fost unul dintre actorii cei mai naturali cu care am lucrat! Dar trebuia să iasă din prima, deoarece nivelul său de plictiseală a fost foarte limitat!".
Filmul are o temă western contemporană, afișând aspecte din vestul Statelor Unite, cu multe scene filmate în locații din mediul rural, camere ieftine de motel, unități industriale și baruri. Filmul a fost filmat în diferite locații, inclusiv comunitățile Bakersfield, North Hollywood, San Fernando, Sun Valley, Ukiah și Van Nuys din statul California. În plus, el a fost, de asemenea, filmat în Colorado, inclusiv în Denver,  Aurora și istoricul Georgetown. Câteva scene au fost filmate, de asemenea, în Albuquerque, Santa Fe și Taos, toate din New Mexico.

## Titlul filmului
Titlul filmului se referă la cântecul omonim al lui Eddie Rabbitt de pe coloana sonoră a filmului, în care cântărețul se plânge că prietena lui îl sucește "în orice fel, dar pierde", adică el nu poate să o părăsească. Titlul filmului este luat, de asemenea, din romanul Their Eyes Were Watching God (1937) a lui Zora Neale Hurston în care personajul principal Tea Cake, soțul lui Janie, povestește despre o luptă pe care a avut-o cu un om care avea un cuțit, în care Tea Cake "l-a sucit în fiecare fel, dar a pierdut", adică el a luptat, dar nu l-a lăsat pe om să-l înjunghie.

## Recepție
La lansare, filmul a devenit un succes surprinzător și filmul cu cel mai de succes comercial al lui Eastwood la acea vreme. Ea ocupă un loc important printre filmele din cariera sa și a fost al doilea film cu cele mai mari încasări din 1978. Cu toate acestea, el a fost criticat aspru de critici. David Ansen de la Newsweek a descris filmul ca pe o "grămadă de gunoi fără subiect de gaguri pentru tâmpiți, dragoste amară și pugilism prostesc". El a continuat: "Singura parte decentă este jucată de un urangutan. I se poate ierta participarea - el nu a putut citi scenariul -, dar care este scuza lui Eastwood?" Variety a comentat că "acest film este atât de îngrozitor aproape ca în cazul în care Eastwood se folosește de el pentru a afla cât de departe se poate merge, cât de rău se poate asocia cu un film".

## Coloană sonoră
Coloana sonoră conține multe hituri populare de muzică country, inclusiv piesa care a dat titlul filmului a lui Eddie Rabbitt și mai multe piese ale lui Charlie Rich. Compozitorul Snuff Garrett a fost angajat să scrie cântece pentru film, inclusiv trei pentru personajul interpretat de Locke, ceva care s-a dovedit a fi problematic deoarece Locke, nu era o cântăreață profesionistă. Un cântec interpretat de Charlie Rich în film, "I'll Wake You Up When I Get Home", s-a clasat pe locul trei în topurile din 1979 și a fost ultimul Top Ten al lui Rich. Sondra Locke, care apare ca iubită a lui Eastwood, interpretează mai multe numere muzicale în film. Mel Tillis își cântă propriul cântec "Send me down to Tucson".